# Pleurogynella thomsonii
Pleurogynella thomsonii là một loài thực vật có hoa trong họ Long đởm. Loài này được (C.B. Clarke) Ikonn. miêu tả khoa học đầu tiên năm 1969.